# کشیا نایت پولیام
کشیا نایت پولیام (انگلیسی: Keshia Knight Pulliam؛ زادهٔ ۹ آوریل ۱۹۷۹) یک هنرپیشه اهل ایالات متحده آمریکا است. وی از سال ۱۹۸۲ میلادی تاکنون مشغول فعالیت بوده‌است.
او در فیلم سالن زیبایی بازی کرده‌است.